# Club Atlético Bohemios
El Club Atlético Bohemios es un club polideportivo del barrio de Pocitos, en Montevideo, Uruguay.
Fue fundado el 1º de mayo de 1932. Su principal actividad deportiva es el baloncesto y su equipo jugaba en la Liga Uruguaya de Básquetbol. Fue campeón uruguayo en 5 oportunidades (1963, 1981, 1983, 1984 y 1987) y ostenta el récord de permanencia en primera división, entre los años 1959 y 1993 (34 temporadas).
Se caracteriza por ser un club formador de jugadores, entre las que se encuentran grandes figuras de la Selección de baloncesto de Uruguay. Algunas de ellas son Ramiro De León, Luis Eduardo Pierri y Horacio “Tato” López, este último goleador de los Juegos Olímpicos de Los Ángeles 1984.
Además de baloncesto, en el club se practican diversas disciplinas como voleibol, fútbol, natación, gimnasia, balonmano y ajedrez. Entre ellos se destaca el voleibol, en el cual en numerosas oportunidades se ha conseguido el título nacional de primera división tanto en la rama masculina, como en la femenina y en las divisiones menores.
El color de su camiseta es el blanco, con una franja marrón en el medio, acompañada de dos finas líneas a sus lados. Su camiseta alternativa es inversa.
Todas las actividades de la entidad, se llevan a cabo en su sede social, la cual cuenta con la infraestructura necesaria. Allí se encuentra un estadio polideportivo cerrado con capacidad para 925 personas sentadas, el cual fue el primero privado del país en su tipo. Además también cuenta con una piscina cerrada climatizada, una piscina abierta, cuatro gimnasios polideportivos, sala de pesas y ejercicios cardiovasculares, seis vestuarios, salón de gimnasia, salón de fiestas, salón se sesiones, bar, cafetería, una amplia administración y un centro comercial interno que provee algunos servicios esenciales, como ser clínica médica, centro de estética, tienda de artículos deportivos.

## Historia

### Sus comienzos
El 1.º de mayo de 1932, en la casa de los esposos León Peyrou y Lola Tolosa, en la calle Tomás Diago N° 734 del barrio de Punta Carretas de la ciudad de Montevideo, se reúnen los señores C.L. Peyrou, E. Mendive, R. Amela, W. Berbejillo, H.U.Abó, J.F. Fillerín, H. Garcé, N. Latorre, L.A. Amela, O.A.Peyrou y O.V. Hansen, con la intención de crear un conjunto deportivo y social que tendría una marcada inclinación, en su inicio, hacia el fútbol, deporte de mayor arraigo en el país.
Es así que nace el “The Cats Athletic Club”, con una camiseta diseñada en “color blanco y gato negro en el bolsillo”. Apenas 14 días después se resuelve el cambio de denominación, pasando ésta a ser Club Atlético Bohemios, nombre inspirado en un coctel servido en el Bar donde se reunían los socios fundadores. También los colores sufrieron un cambio, ya que la camiseta elegida no se podía comprar con los fondos existentes, dada su exclusividad.
Por asamblea del 24 de mayo se fijan los colores definitivos como blanco y marrón (que eran similares al del Club Triumph Juniors de la época, lo que hacía más accesible su adquisición). El día 25 de junio del mismo año se establece que la camiseta de básquetbol sea blanca y una "B" marrón (diseñada por Óscar A. Peyrou). Luego de encomiables sacrificios, (como que uno de los socios llegara a empeñar su gabardina) se adquirieron las camisetas.
"Siendo necesaria una bandera distintiva del Club su madrina, la Sra. Lola Tolosa de Peyrou se encargó de confeccionarla."

### La Primera Cancha
Gracias a la contribución del Sr. A. De Silva, (proclamado socio honorario en Asamblea del 25 de junio de 1932) se obtiene un terreno en la calle 21 de Setiembre (entre Tomás Diago y Roque Graseras).
El 25 de agosto de 1932, luego de escuchar el Himno Nacional, y la música “Alma de bohemios”, los asociados, unidos de palas y picos, comenzaron la nivelación del terreno. Se compran materiales usados para el piso y la construcción de los vestuarios, así como para instalar la iluminación del escenario.

### Personería jurídica e ingreso a la F.U.B.B.
Con el paso del tiempo fue aumentando paulatinamente el caudal social, por lo que se consideró llegada la hora de realizar gestiones correspondientes ante las autoridades, a fin de obtener la aprobación del Estatuto Social y la Personería Jurídica (hecho que ocurre en septiembre de 1934).
Inmediatamente después se solicita la afiliación y el ingreso a la Federación Uruguaya de Básquetbol, en la Divisional Tercera Extra (actual Tercera de Ascenso). El comienzo es auspicioso, ya que se gana el Torneo Especial con que se inaugura la temporada y tras una brillante campaña se asciende a Intermedia (actual Segunda de Ascenso).

### La Crisis del 36
No todo eran logros y adelantos en la joven Institución. Llegó el año 1936 y el acto eleccionario interno trajo aparejada una escisión de grandes repercusiones. El registro social decreció alarmantemente, las finanzas decayeron, y como culminación la Intendencia Municipal canceló la concesión del predio que estaba siendo arreglado para anexo del campo de deportes. Pero no todo estaba perdido, ya que los socios que permanecieron, con gran tesón y fe, continuaron la lucha tratando de salir adelante.
"Este año fue decisivo". Se ajustó la economía y lentamente se repoblaron los registros sociales. Poco a poco el Club empezó a recuperarse económica, deportiva y anímicamente y retomaba su empuje y crecimiento. "Las mentes más soñadoras comenzaron a forjar la idea de la adquisición o construcción de su sede propia para estar a salvo de los imprevistos." A fin de incorporar a la mujer a la vida social y deportiva de la Institución, el Club crea la Sección Femenina, teniendo como deporte principal el Voleibol, siendo una de las precursoras la Prof. María Elena Jardín."

## Presidentes
El Consejo Directivo, compuesto de 9 miembros, y la Comisión Fiscal del Club A. Bohemios, que actúan en forma honoraria, son elegidos por sus asociados mediante un sistema electoral directo, cada dos años.
En Consejo Directivo en su primera reunión designan las restantes autoridades: Vicepresidente, Secretario General, Tesorero, Contador, Secretario de Actas y Vocales, así como los integrantes de las distintas comisiones deportivas y sociales.
| Período    | Nombre                                   |
| ---------- | ---------------------------------------- |
| 1932       | Sr. Enrique Mendive                      |
| 1933-1935  | Sr. Clemente Puig                        |
| 1936       | Dr. Alberto Véscovi (medio período)      |
| 1937-1938  | Sr. Ernesto Romano                       |
| 1939       | Sr. Lauro Olivera Viera                  |
| 1940       | Sr. Ernesto Romano                       |
| 1941-1944  | Cr. Manuel Irisarri Gil                  |
| 1945       | Sr. Alberto Casal                        |
| 1946       | Cap. Hortensio Bonnaroz                  |
| 1947-1948  | Sr. Dante Treglia                        |
| 1949       | Dr. Enrique Véscovi                      |
| 1950- 1951 | Sr. José Ma. Cavilia                     |
| 1952-1953  | Sr. César L. Peyrou                      |
| 1954       | Cr. Rafael Vanrell (medio período)       |
| 1955       | Cr. Alfredo Rega Vázquez (medio período) |
| 1956       | Cr. Alfredo Rega Vázquez                 |
| 1957-1966  | Prof. Ricardo Vergara                    |
| 1967-1973  | Sr. Juan J. Balletto                     |
| 1973-1975  | Arq. Óscar A. Peyrou                     |
| 1975-1977  | Sr. Dante Treglia - Juan J. Balletto     |
| 1977-1979  | Sr. Eduardo Mata                         |
| 1979-1987  | Dr. Eduardo Rodríguez Caorsi             |
| 1987-1991  | Esc. César Blanco Demarco                |
| 1991-1993  | Dr. Osvaldo Ximenez Strazzarino          |
| 1993-1999  | Sr. Fernando Parrela                     |
| 1999-2003  | Sr. Heber del Cioppo                     |
| 2003-2005  | Sr. Jorge Pascale Carambula              |
| 2005-2007  | Sr. Fernando Parrella                    |
| 2007-2009  | Sr. Marcelo Sánchez                      |
| 2009-      | Sr. Gustavo Escandell                    |

## Entrenadores
| Nombre                         | Nac.               | Período       | Campeonato                  |
| ------------------------------ | ------------------ | ------------- | --------------------------- |
| Julio Cuzzi                    | Bandera de Uruguay | 1963          | Federal                     |
| Omar Ayala                     | Bandera de Uruguay | 1981          | Federal                     |
| Víctor Berardi                 | Bandera de Uruguay | 1983          | Federal                     |
| Víctor Berardi                 | Bandera de Uruguay | 1984          | Federal                     |
| Víctor Berardi                 | Bandera de Uruguay | 1985          | Federal                     |
| Víctor Berardi                 | Bandera de Uruguay | 1986          | Federal                     |
| Julio Pereyra                  | Bandera de Uruguay | 2001          |                             |
| Julio Pereyra                  | Bandera de Uruguay | 2002          |                             |
| Julio Pereyra                  | Bandera de Uruguay | 2003 Parcial  |                             |
| Ramiro De León                 | Bandera de Uruguay |               |                             |
| 2004                           | Bandera de Uruguay | Metropolitano |                             |
| 2005                           | Bandera de Uruguay |               |                             |
| Jorge Olivera                  | Bandera de Uruguay | 2006          |                             |
| Álvaro Taibo                   | Bandera de Uruguay | 2006          |                             |
| Ramiro De León                 | Bandera de Uruguay | 2007          | Metropolitano               |
| Álvaro Tito                    | Bandera de Uruguay | 2008          | Liga Uruguaya de Basketball |
| Luis Pierri y Germán Fernández | Bandera de Uruguay | 2009          | Liga Uruguaya de Basketball |
| Luis Pierri                    | Bandera de Uruguay | 2010-2011     | Liga Uruguaya de Basketball |
| Germán Fernández               | Bandera de Uruguay | 2011          | Liga Uruguaya de Basketball |
| Federico Camiña                | Bandera de Uruguay | 2014          |                             |

## Palmarés

### Torneos nacionales
- Federal de Primera División (5): 1963, 1981, 1983, 1984 y 1987.
- Torneo Metropolitano (3): 2004, 2007, 2018.
- Torneo Invierno (3): 1983, 1984, 1988.
- Liguilla (4): 1981, 1983, 1984, 1987.
- Segunda de Ascenso (2): 1939, 1994.

## Historial deportivo
- Ascensos: 1940, 1952, 1957, 1960, 1995, 1997, 2003, 2005, 2008.
- Descensos: 1944, 1955, 1957, 1993, 1995, 1997, 2003, 2005, 2015.
- Participaciones en Sudamericano de Clubes Campeones: 1984, 1987.[3]